# シティ・エアウェイズ
シティ・エアウェイズ（City Airways）は、タイに存在していた航空会社。

## 概要
2011年、タイと中華人民共和国の旅行会社、香港の航空会社が出資して設立。バンコク・ドンムアン空港をベースとしてプーケット、南京、香港などに乗り入れる便を運航していた。使用機材は、ボーイング737-400型機であり、業務を拡大する中で中国が独自に開発している旅客機C919の予約発注を行い話題になったこともある。
2014年8月8日、タイの航空当局は、安全上の懸念を理由にシティ・エアウェイズの海外への飛行禁止措置を発動した。このことによりプーケットに滞在していた中国人旅行客370人が母国へ戻れなくなる余波も生じた。以降、タイ国内でも運行は停止され、2017年現在ホームページはつながらない状態となっている。